# Brevipalpus plexus
Brevipalpus plexus är en spindeldjursart som beskrevs av Chaudhri, Akbar och Rasool 1974. Brevipalpus plexus ingår i släktet Brevipalpus och familjen Tenuipalpidae. Inga underarter finns listade.